# Stefan Korboński
Stefan Korboński, ps. „Nowak”, „Zieliński”, „Stefan Zieliński” (ur. 2 marca 1901 w Praszce, zm. 23 kwietnia 1989 w Waszyngtonie) – polityk polskiego ruchu ludowego, adwokat i publicysta, oficer Wojska Polskiego, p.o. Delegata Rządu na Kraj w okresie od 27 marca do 28 czerwca 1945. Poseł na Sejm Ustawodawczy z ramienia PSL. Kawaler Orderu Orła Białego. Sprawiedliwy wśród Narodów Świata.

## Życiorys

### Młodość
Był synem Stefana Korbońskiego, sekretarza sądowego i Władysławy z domu von Körner. Od śmierci ojca w 1910 mieszkał z rodziną w Częstochowie, gdzie uczył się w miejscowym gimnazjum (obecnie liceum im. Henryka Sienkiewicza). Jako uczeń brał od stycznia do maja 1919 udział w obronie Lwowa, dla udziału w której porzucił szkołę. Do wojska zgłosił się ponownie w lipcu 1920, podczas wojny polsko-bolszewickiej. Walczył w 29 Pułku Strzelców Kaniowskich. Po zakończeniu wojny powrócił do częstochowskiego gimnazjum. W 1921 brał udział w III powstaniu śląskim. Po 15 dniach pobytu na froncie został odesłany jednak do Częstochowy, w celu zdania matury. Za udział w powstaniu został odznaczony Krzyżem na Śląskiej Wstędze Waleczności i Zasługi.

### Dwudziestolecie międzywojenne
W latach 20. mieszkał w Słupcy; pracował jako nauczyciel w Pyzdrach.
Następnie ukończył studia prawnicze i odbył aplikację na Uniwersytecie Poznańskim. Pracował w Prokuratorii Generalnej w Poznaniu, a w 1929 otworzył praktykę prawniczą w kancelarii adwokackiej w Warszawie.
W 1925 związał się z ruchem ludowym. Wstąpił do PSL „Wyzwolenie”, a od 1931 działał w Stronnictwie Ludowym. W 1930 brał udział w Kongresie Centrolewu (Kongres Obrony Prawa i Wolności Ludu) w Krakowie. Od 1936 był przewodniczącym SL w województwie białostockim.
Na stopień podporucznika został mianowany ze starszeństwem z dniem 1 lipca 1925 w korpusie oficerów rezerwy piechoty. W 1934, jako oficer pospolitego ruszenia pozostawał w ewidencji Powiatowej Komendy Uzupełnień Warszawa Miasto III. Posiadał przydział do Oficerskiej Kadry Okręgowej Nr I. Był wówczas „przewidziany do użycia w czasie wojny”.

### II wojna światowa
Po wybuchu II wojny światowej podczas kampanii wrześniowej służył w 57 pułku piechoty. Jego oddział znalazł się na tej części terytorium Rzeczypospolitej, która po agresji ZSRR na Polskę 17 września 1939 była okupowana przez Armię Czerwoną. Korboński dostał się do niewoli radzieckiej, jednak udało mu się uciec i wkrótce powrócił do okupowanej przez Niemców Warszawy, gdzie podjął działalność konspiracyjną w ramach ZWZ i AK. Jednocześnie działał w podziemnym Stronnictwie Ludowym „Roch”. Stefan Korboński wraz z żoną Zofią kierował radiostacją, która z terenu okupowanego kraju codziennie przekazywała do Londynu bieżące informacje, retransmitowane następnie do Polski przez rozgłośnię „Świt”. Do 1944 rozgłośnia ta, umiejscowiona w Anglii, skutecznie sprawiała wrażenie rozgłośni fonicznej, nadającej z terenu kraju (dzięki szybkiemu serwisowi Korbońskich).
Członek Głównej Rady Politycznej.

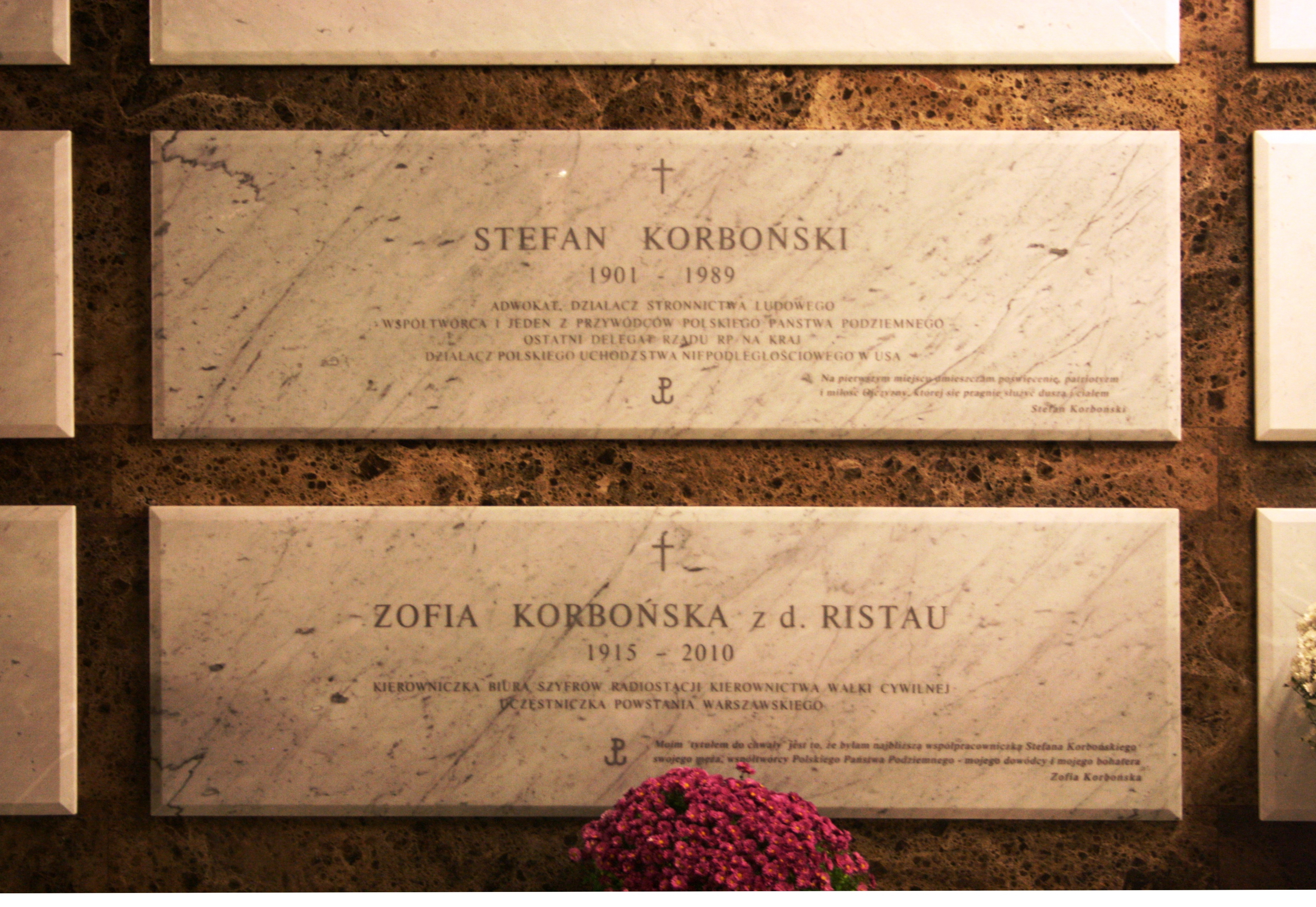
Nisze Stefana i Zofii Korbońskich w Panteonie Wielkich Polaków w Świątyni Opatrzności Bożej w Warszawie

Od 1940 był członkiem Politycznego Komitetu Porozumiewawczego, a w kwietniu 1941 objął funkcję szefa Kierownictwa Walki Cywilnej. Na tym stanowisku zajmował się organizowaniem cywilnego ruchu oporu, a także kierował działalnością sądów podziemnych. Od lipca 1943 był szefem Oporu Społecznego w Kierownictwie Walki Podziemnej.

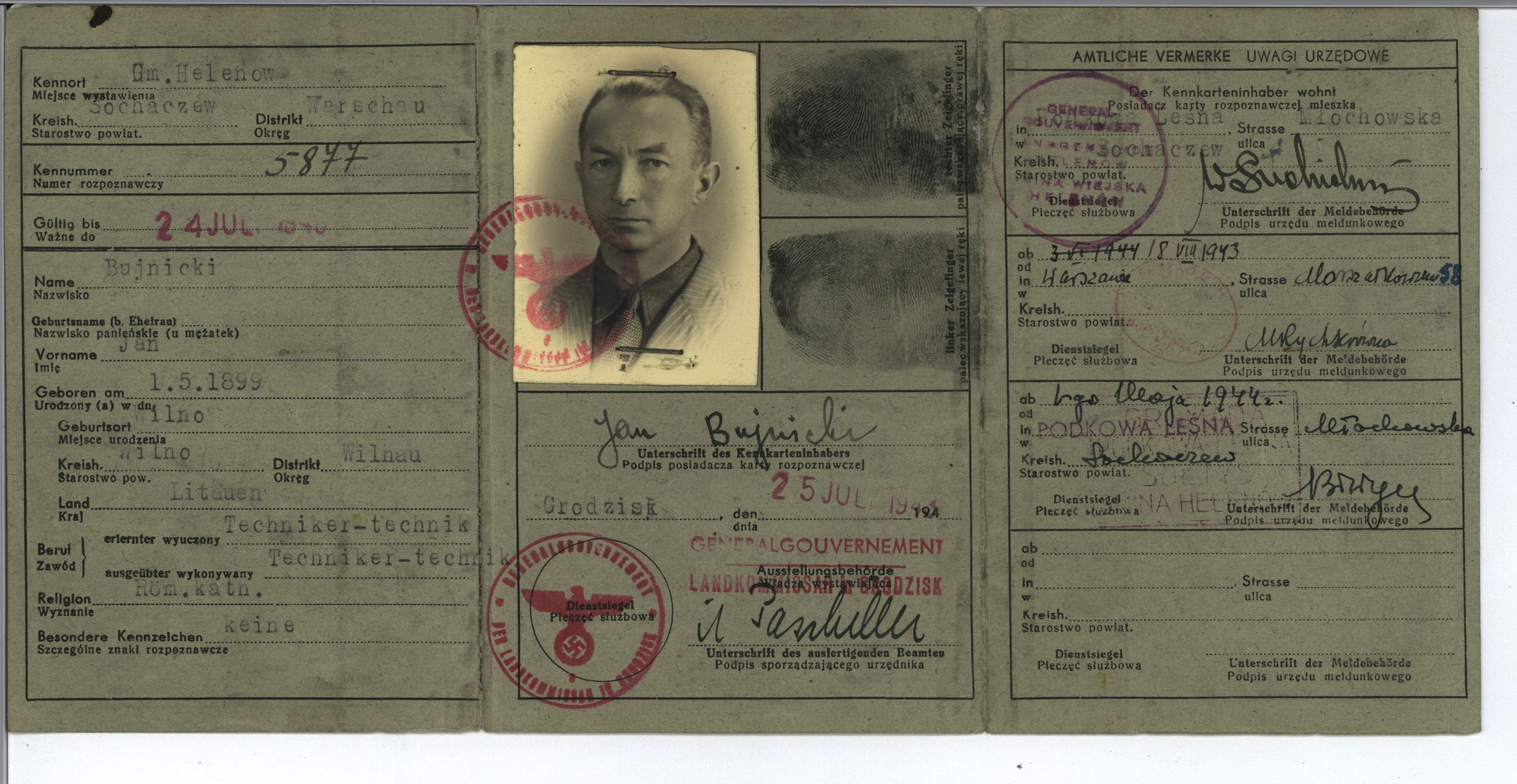
Kenkarta Stefana Korbońskiego, wystawiona na nazwisko Jan Bujnicki

Po wybuchu powstania warszawskiego w sierpniu 1944 objął stanowisko dyrektora Departamentu Spraw Wewnętrznych w Delegaturze Rządu RP na Kraj. Za udział w powstaniu został odznaczony przez dowódcę AK Krzyżem Srebrnym Orderu Virtuti Militari. Po aresztowaniu przez NKWD Jana Stanisława Jankowskiego w marcu 1945, przejął obowiązki Delegata Rządu RP na Kraj i sprawował je do aresztowania przez NKWD w czerwcu 1945. Pełnił też de facto obowiązki przewodniczącego Rady Jedności Narodowej.
Z więzienia został zwolniony po utworzeniu Tymczasowego Rządu Jedności Narodowej. Po uwolnieniu powrócił do praktyki adwokackiej i działalności w ruchu ludowym, został członkiem ścisłego kierownictwa Polskiego Stronnictwa Ludowego, największego politycznego ugrupowania opozycyjnego wobec władz komunistycznych. W wyborach parlamentarnych w styczniu 1947 został z ramienia PSL wybrany na posła na Sejm Ustawodawczy z okręgu warszawskiego.
W związku z narastającym zagrożeniem represjami ze strony władz i organów bezpieczeństwa zdecydował się opuścić kraj w 1947. Decyzję przyspieszyła ucieczka prezesa PSL, Stanisława Mikołajczyka. Na przełomie października i listopada wraz z żoną Zofią uciekł do Szwecji, a następnie do USA, gdzie osiadł na stałe. Tam zaangażował się w działalność publicystyczną. Był aktywnym uczestnikiem życia polskiej emigracji politycznej. Pełnił funkcje przewodniczącego Polskiej Rady Jedności w Stanach Zjednoczonych, przewodniczącego polskiej delegacji do Zgromadzenia Europejskich Narodów Ujarzmionych ACEN, kilkakrotnie był przewodniczącym ACEN, był członkiem Polskiego Instytutu Naukowego w Ameryce oraz Międzynarodowego PEN Clubu na Uchodźstwie.
W czasach PRL Stefan Korboński był jednym z działaczy emigracji, wobec których cenzura egzekwowała całkowity zakaz wymieniania nazwiska w środkach masowego przekazu.
Autor wielu publikacji w języku polskim i angielskim, poświęconych szczególnie dziedzictwu Polskiego Państwa Podziemnego i Armii Krajowej, m.in.:
- W imieniu Rzeczypospolitej Paryż: Instytut Literacki, 1954[10]
- W imieniu Polski Walczącej Londyn: B. Świderski, 1963[11]
- Polskie Państwo Podziemne Paryż: Instytut Literacki, 1975[12]
- Między młotem a kowadłem Londyn: Gryf, 1969[13]
- W imieniu Kremla Paryż: Instytut Literacki, 1956
- The Jews and the Poles in World War II New York: Hippocrene Books, 1989[14]

Napisał także powieść:
- Za murami Kremla New York: Bicentennial Publishing Corporation, 1983[15]

W 1973 otrzymał nagrodę Fundacji Alfreda Jurzykowskiego za swoją działalność literacką. Zmarł w 1989 i został pochowany na cmentarzu polskim w Doylestown. We wrześniu 2012 zapowiedziano sprowadzenie jego prochów do Polski, do Świątyni Opatrzności Bożej w Warszawie, zaś pogrzeb jego i jego żony odbył się tam 1 października tego samego roku.

## Ordery i odznaczenia
- Order Orła Białego – pośmiertnie (29 listopada 1995, w uznaniu wielkich historycznych zasług dla niepodległości i chwały Rzeczypospolitej Polskiej)[17]
- Krzyż Srebrny Orderu Virtuti Militari[18] (2 października 1944, za mężną postawę wobec wroga i nieustraszone kierowanie Walką Cywilną)[3].
- Złoty Krzyż Zasługi z Mieczami (3 października 1944, za postawę wobec wroga i wyróżniające się zasługi organizacyjne w okresie konspiracji i Powstania Warszawskiego)[18]
- Medal Niepodległości[18] (1930)
- Krzyż na Śląskiej Wstędze Waleczności i Zasługi II klasy[18] (1933)
- Medal Pamiątkowy za Wojnę 1918-1921[18]
- Medal Dziesięciolecia Odzyskanej Niepodległości[18]
- Krzyż Armii Krajowej (1969)
- Medal Wojska czterokrotnie (10 września 1969)[19]
- Gwiazda za Wojnę 1939–1945 (Wielka Brytania)
- Medal of Valor (Medal Zasługi Legionów Amerykańskich) (14 lipca 1979)[3]
- Sprawiedliwy wśród Narodów Świata (12 marca 1981)[3]

## Film dokumentalny
- W imieniu Polski, reż. Alina Czerniakowska, 1998